# Cnossos
 (avril 2017).
Cnossos ou Knossos (en grec ancien : Κνωσός / Knōsós, en mycénien : 𐀒𐀜𐀰 / ko-no-so) est un site archéologique crétois de l'âge du bronze en Europe, situé à cinq kilomètres au sud-est d'Héraklion, à l'ouest du fleuve Amnisos. Son aspect et sa taille en font un endroit capable de recevoir un demi-million de visiteurs par an. Un projet de restructuration a été annoncé par les autorités archéologiques grecques en juillet 2012. À l'époque historique, Cnossos est connue pour être l'une des principales cités-États de Crète.

## Découverte
C'est le plus important des palais minoens crétois depuis sa découverte en 1878. Associé à la légende du palais du roi Minos, le site, occupé depuis 7000 av. J.-C., fut probablement la capitale de la Crète lors de la période minoenne. Les ruines de Cnossos sont découvertes en 1878 par un antiquaire crétois, Minos Kalokairinos. Il conduit les premières fouilles, met au jour lors de sondages des magasins dans l'aile ouest du palais, ainsi que des éléments de façade. Également, il trouve de grands vases richement décorés et en parfait état, qu'il s'empresse de faire parvenir aux musées européens. Dès cette première fouille, Minos Kalokairinos attribue le palais à celui du roi légendaire Minos. La fouille du palais est néanmoins interrompue rapidement par les autorités ottomanes. Le site suscite dès lors la curiosité de nombreuses personnalités telles que Heinrich Schliemann. Il est d’abord racheté par l’archéologue André Joubin, membre de l’école Française d’Athènes, avant d’être finalement acquis par son concurrent, l'archéologue britannique Arthur Evans, le 16 mars 1900. Il entame alors des fouilles de grande envergure. La fouille et la restauration de Cnossos, ainsi que la découverte de la civilisation qu'il a lui-même appelée minoenne, du nom du roi  Minos, sont inséparables de la personne d'Evans. Evans était assisté par Duncan Mackenzie, qui s'était déjà signalé sur les chantiers de fouille de Milo, et par Theodor Fyfe, un architecte de la British School at Athens. Utilisant des paysans locaux comme fouilleurs, Evans a mis au jour en quelques mois une partie importante d'un ensemble qu'il a considéré être le palais de Minos. En réalité, Cnossos est un ensemble complexe de plus de 1 000 pièces imbriquées et servait à la fois de centre administratif et religieux, mais aussi de centre de stockage de denrées.

## Historique

### Civilisation minoenne

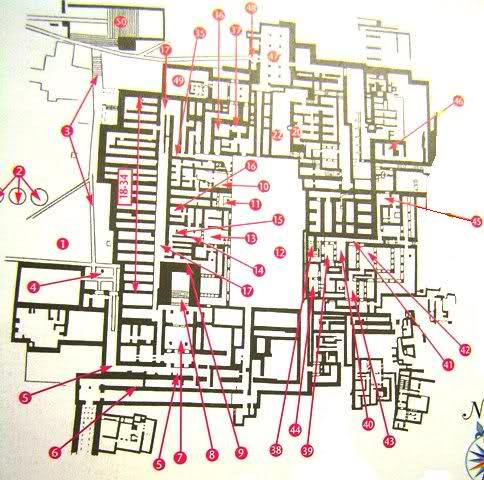
Structure du palais de Cnossos. 1-Place ouest. 2-Silos. 3-Rue royale. 4-Propylées ouest. 5-Couloir des processions. 6-Couloir du prince des lys. 7-Grandes propylées. 8-Escalier des grandes propylées. 9-Sanctuaire aux trois colonnes. 10-Salle du trône. 11-Escalier de la cour centrale. 12-Cour centrale. 13-Petite cour. 14 à 16-Sanctuaire tripartite. 17-Couloir des garde-manger. 18 à 34-Garde-manger et celliers. 35-Couloir. 36 et 37-Archives. 38-Escalier de l'aile est. 39-Lucarne des appartements royaux. 40-Salle de la garde royale. 41-Couloir nord-est. 42-Salle de la hache à double tranchant. 43-Mégaron (grande salle) de la reine. 44-Salle des bains de la reine. 45-Atelier du tailleur de pierre. 46-Magasin. 47-Salle hypostyle. 48-Propylées nord. 49-Sanctuaire extra muros. 50-Théâtre.

La chronologie précise de l'histoire minoenne demeure un peu incertaine ; de grandes tendances se distinguent. Arthur Evans a divisé l'âge du bronze en Crète en trois périodes : le Minoen ancien (MA) ou Pré-palatial (v. -3000/-2200). Le Minoen moyen (MM) ou Proto-palatial (v. 2200-1500) et enfin, Minoen récent (MR) ou Néo-palatial (v. 1500-1000). Avec les découvertes successives, chacune de ces périodes a elle-même été divisée en trois périodes, au moyen de chiffres romains (I, II et III), elles-mêmes divisées en deux sous-périodes (A et B).

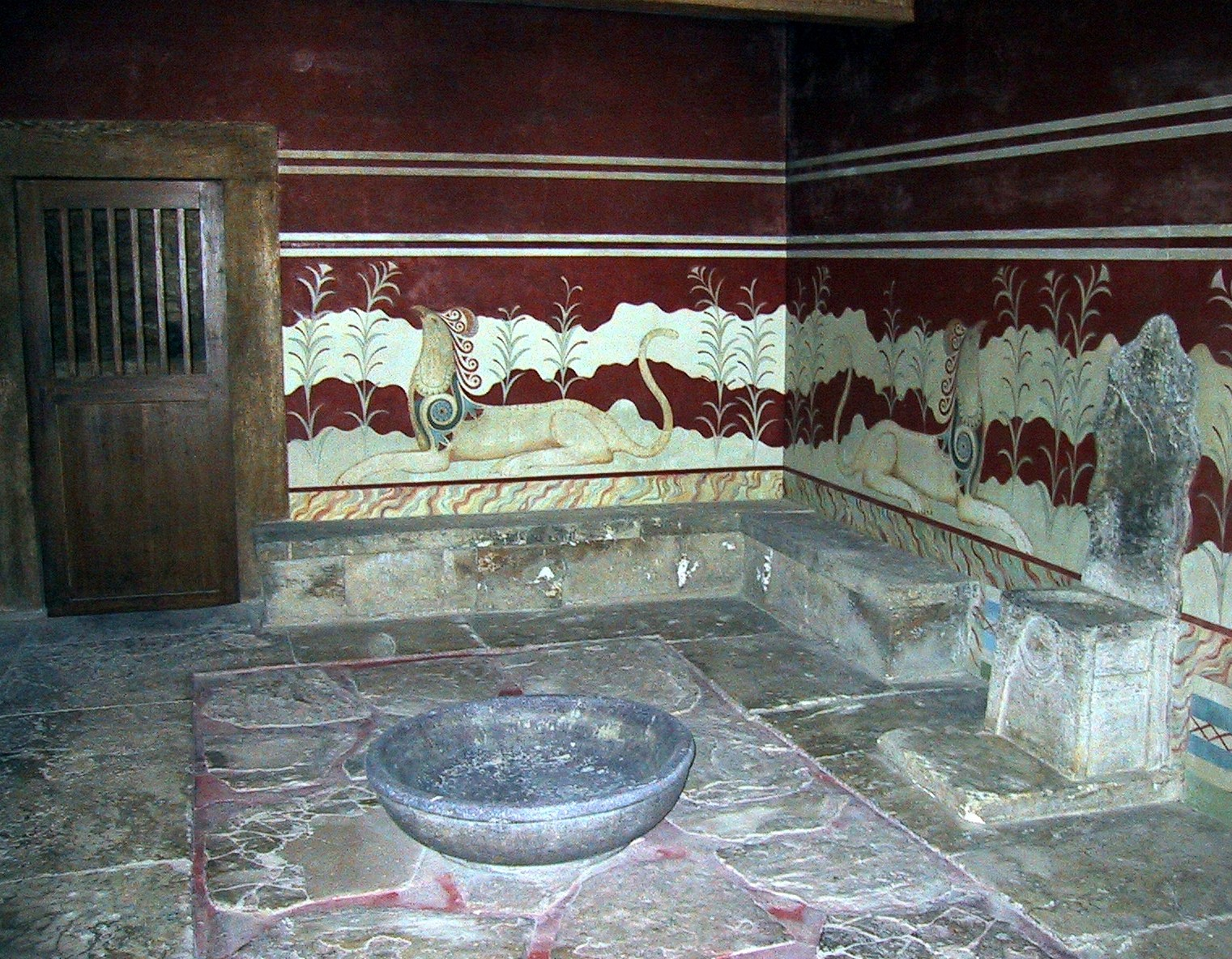
Salle dite « du trône », en fait salle où se trouvait probablement une prêtresse.

Le site de Cnossos est peuplé depuis le VIIIe millénaire av. J.-C., peu après l'arrivée des premiers colons sur l'île de Crète. Au cours du IIIe millénaire, correspondant au MA, les constructions en pierre se multiplient. De vastes unités architecturales différentes se regroupèrent en un seul et même complexe - quartiers résidentiels et d'apparat, magasins, zones de culte -, principalement destinées à remplir des fonctions d'ordre économique, politique, administratif et religieux, sous le commandement du roi.
On retrouve les traces d'un grand bâtiment construit au MA III (v. 2200), sans doute précurseur du Vieux Palais, construit à partir de 1900 (MM IA). C'est ce qu'on appelle la phase archéopalatiale (MA III à MM I, 2100 à 2000). Ce Vieux ou Premier Palais s'étendait autour d'une cour centrale. L'organisation de bâtiments autour d'une cour centrale est une constante du système palatial minoen, excepté à Phaistos, où il semble que la place manquait. La construction d'un palais semble résulter de la nécessité d'organiser la cité, après son expansion au cours des siècles précédents. Les constructions se répartissent autour de la cour centrale en aile ouest, nord et est. Le Vieux Palais est détruit vers 1800-1700 (MM II B) par plusieurs séismes, fréquents en Crète.
Les reconstructions au cours du XVIIe siècle marquent le début de la construction du Nouveau Palais (MM III A). Cette construction se poursuit graduellement jusqu'à sa destruction vers 1350. Le palais de Cnossos semble avoir été le centre politico-culturel de l'influence minoenne sur la Crète et les îles de la mer Égée, influence perceptible jusqu'en Égypte ou en Syrie. L'éruption minoenne vers 1628 (MR I A), si elle ne signifie pas la disparition de la civilisation minoenne comme l'a suggéré Spyridon Marinatos, semble toutefois marquer le début du déclin de la puissance minoenne. Le raz-de-marée provoqué par l'éruption (trois vagues au moins d'une vingtaine de mètres de haut) a en effet détruit plusieurs ports de la côte nord de la Crète, comme Amnisos, considéré comme le port de Cnossos, une flotte minoenne et a dû probablement saliniser durablement les terres touchées. Cependant, le palais de Cnossos ainsi qu'une grande partie de l'île ne sont pas touchés par le raz-de-marée, ce qui a permis à la Crète de retrouver un certain éclat jusqu'aux destructions de tous les palais, excepté Cnossos, vers 1500-1450. Peu après, l'île semble avoir été conquise par les Mycéniens (v. 1420, MR II). Le palais de Cnossos est ensuite détruit dans la seconde moitié du XIVe siècle. Le site est réoccupé dans les siècles suivants, mais jamais Cnossos ne retrouve son influence.

### Cnossos à l'époque historique
À l'époque historique, Cnossos est une cité grecque. Son port est Kairatos, à l'embouchure de l'Amnisos. Durant les âges obscurs et le début de l'époque archaïque (1200-750 avant notre ère), la cité est dirigée par un roi, avant que la monarchie ne tombe au profit d'un régime oligarchique avec à sa tête des grandes familles d'aristocrates guerriers. 
Durant les âges obscurs et l'époque archaïque, Cnossos, et la Crète en général, étaient des puissances commerciales importantes en Méditerranée, mais furent éclipsées par Athènes, Corinthe et Milet au VIe siècle av. J.-C. Les Crétois se font discrets durant l'époque classique avec une politique de quasi-autarcie, avant un retour en force à l'époque hellénistique. Cnossos, ainsi que les autres cités de l'île, tombent finalement entre les mains de la République romaine en 67 av. J.-C.
Cnossos était la rivale de Gortyne, une cité voisine. 
La cité est liée à la légende du labyrinthe de Dédale et du Minotaure, tué par Thésée.

## Le palais de Cnossos

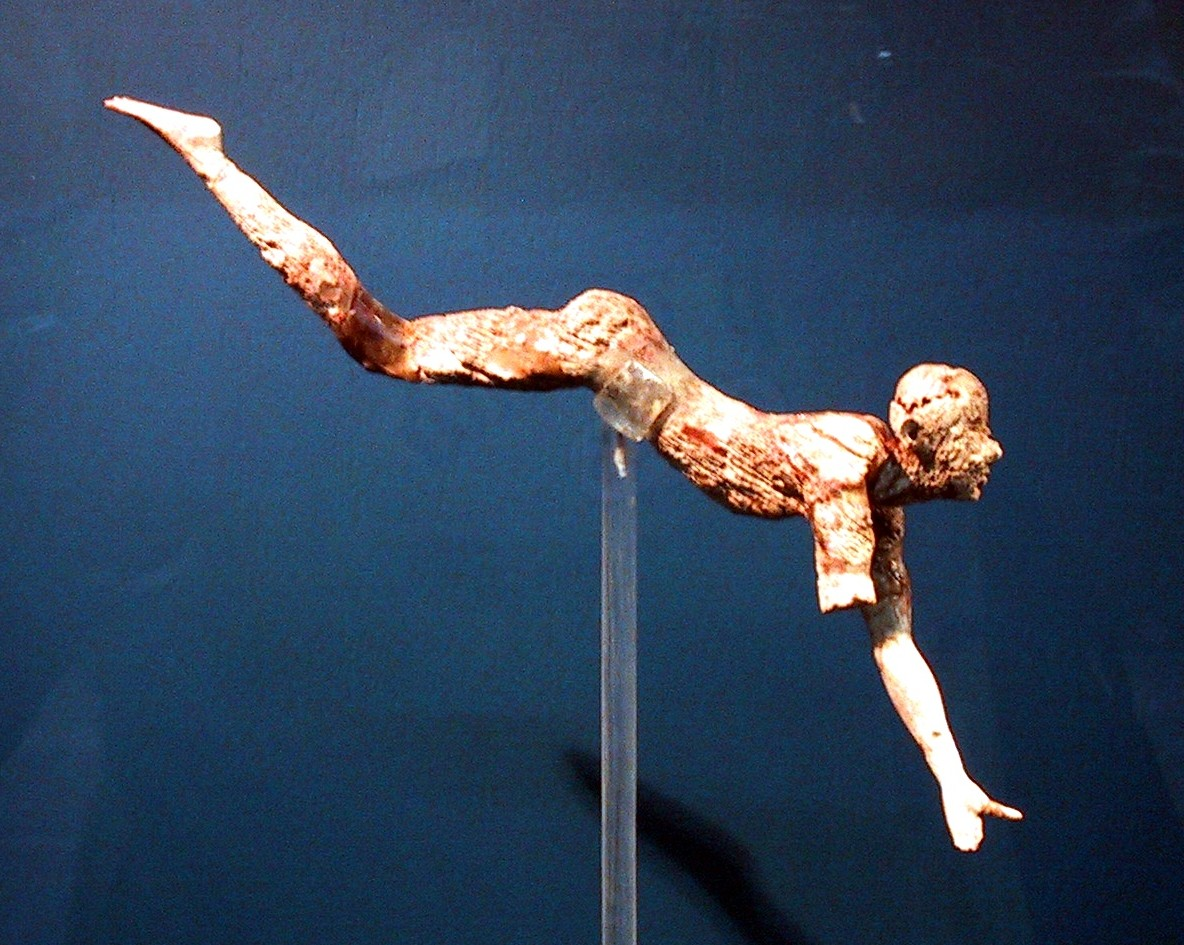
Voltige avec un taureau, figurine en ivoire du palais de Cnossos. La seule figurine complète restante d'un ensemble plus grand de figurines. Cette figurine est la première représentation tridimensionnelle d'un voltige avec un taureau. On suppose qu'un fin fil en or suspendait la figurine en haut d'un taureau.

### Stylistique

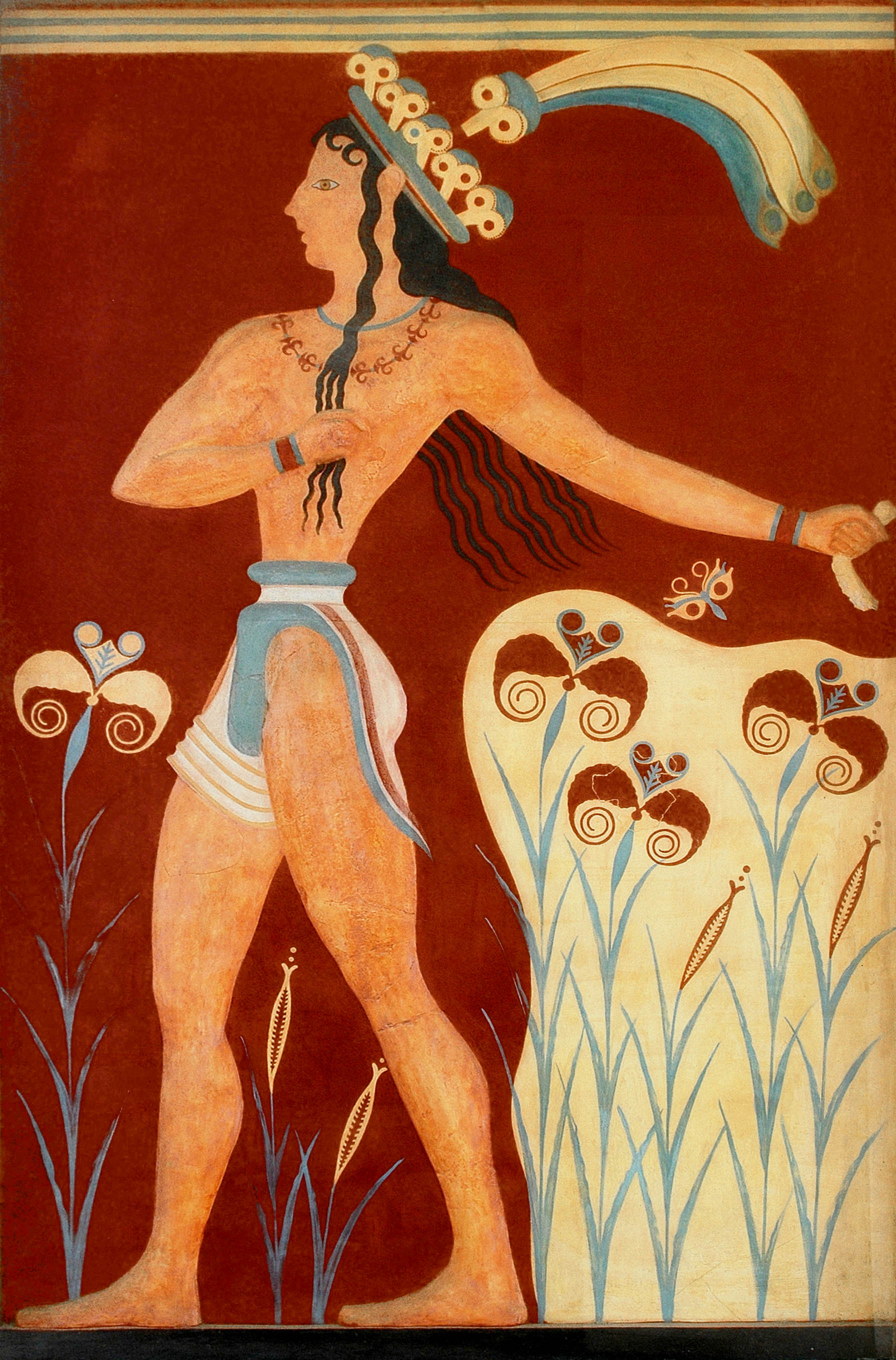
Fresque dite « Prince aux lis » dont la reconstitution par Émile Gillieron fils est aujourd'hui contestée par l'archéologie.

Le palais de Cnossos est, en plan, organisé autour d'une cour rectangulaire orientée Nord-Sud. Doté de plusieurs entrées, au Nord et au Sud, il n'est pas fortifié. Il n'y a pas de claire distinction entre le palais et le tissu urbain, ce qui est significatif et relève d'un système dédalique. On distingue cependant plusieurs secteurs, entre zones d'apparat, cultuelles et de stockage, marqués par de longs couloirs. Ce palais était doté d'un étage, comme l'indique un escalier. Une empreinte de sceau découverte à La Canée laisse deviner une façade à redents agrémentée de créneaux et de cornes de taureaux. Au-dessus de la façade, symboliquement à l'intérieur, on retrouve un personnage masculin bombant le torse, peut-être le roi-prêtre dominant la cité. En élévation, le polythène, pièce à multiples baies est une caractéristique des palais minoens. Il permet un jeu sur les paysages et les vues environnantes. Les chapiteaux des colonnes, en bois peint en noir pour le fût, sont en forme de galettes. Une autre caractéristique est le puits de lumière, qui permet d'apporter la lumière sur plusieurs étages, et en bas duquel on trouve des bassins lustraux. On remarque que les Minoens ont aménagé des ouvertures privilégiées sur le relief environnant.
Le palais était le centre de diverses fonctions, qu'on retrouve en plan : l’aile ouest contient une vingtaine de magasins, de longs couloirs en épi, qui sont des réserves de nourriture (le palais était un « coffre-fort de nourriture »). Au même niveau, côté cour, on retrouve la fonction religieuse avec la salle du trône (trône en stuc et fresques à griffons sur fond pourpre). A divers endroits on trouve des « bains lustraux », servant à la purification des visiteurs avant leur accès au Palais et au Sanctuaire. Il y a aussi des puits de lumière entre les pièces, dus à une juxtaposition de pièces très condensée qui nécessite ce genre d’infrastructures, puisqu’en certains endroits, le palais atteignait cinq niveaux. Près de la salle de trône se trouve la « crypte aux piliers » qui est le sanctuaire principal du palais. Aux étages se trouvent les pièces les plus importantes : les halls de réception et des bureaux administratifs. La cour centrale (~1 200 m²), typique des palais crétois, a une fonction rituelle : elle accueille la tauromachie représentée sur de nombreuses fresques : elle consiste en voltige avec des taureaux. Les quartiers royaux se trouvent au sous-sol (salle hypostyle) et au rez-de-chaussée de l’aile est. Dans ce quartier se trouve un quartier féminin (gynécée) que l’on atteint par un escalier à trois volées avec en son centre un puits de lumière qui servait de ventilation. Au niveau jardin, se trouve un mégaron à la crétoise ou « salle des doubles haches », le plus monumental et caractéristique de l’architecture minoenne qui est une salle de réunion où le roi recevait ses hôtes autour du foyer central. (eschara)

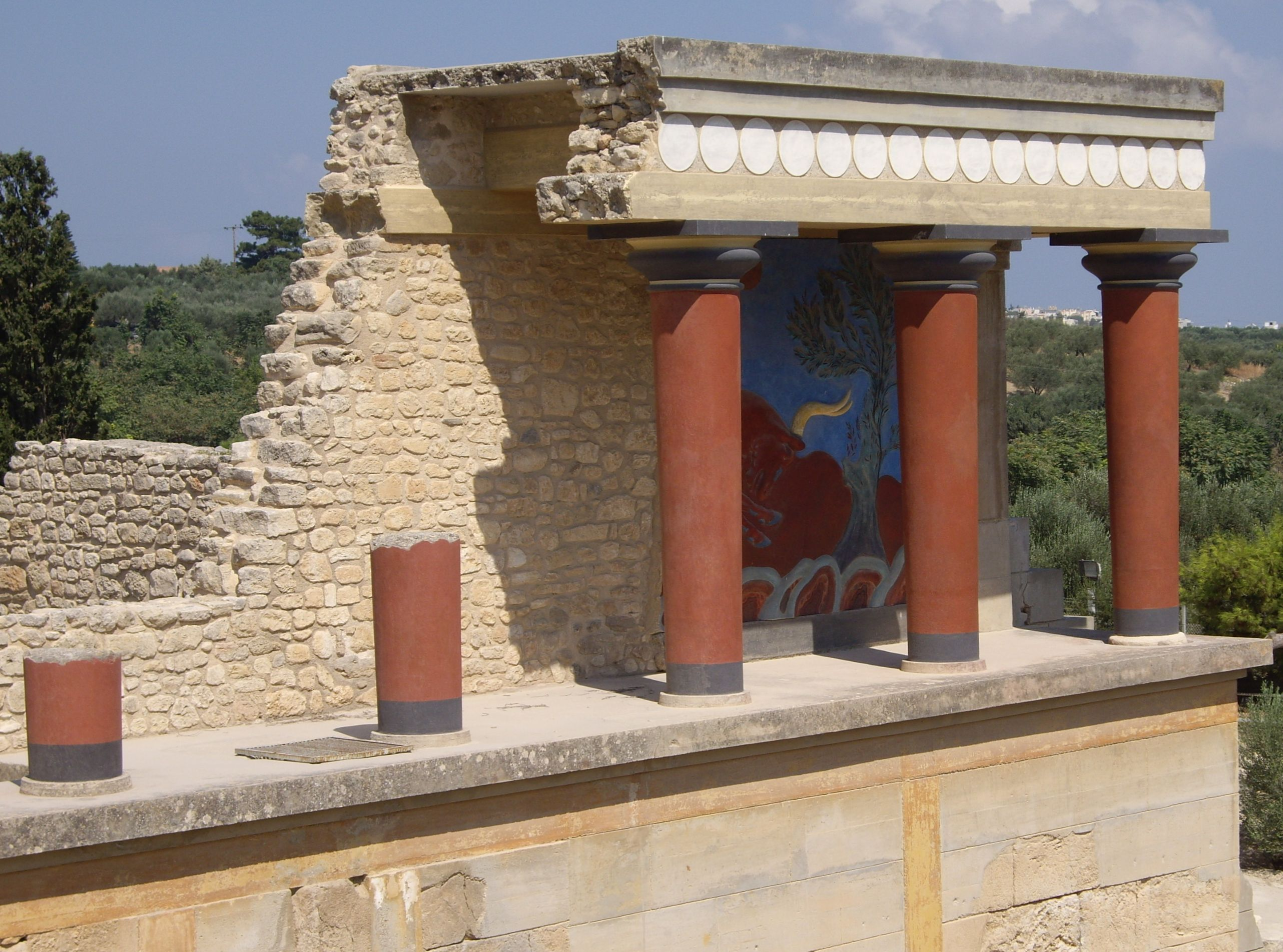
Exemple de reconstitution proposée par Arthur Evans.

### Esthétique
Les colonnades crétoises sont formées d’un nombre impair de colonnes dites renversées car elles s’évasent vers le haut. Ce sont des colonnes en bois de couleur rouge qui sont plantées dans le sol et surmontées du chapiteau typique crétois. 

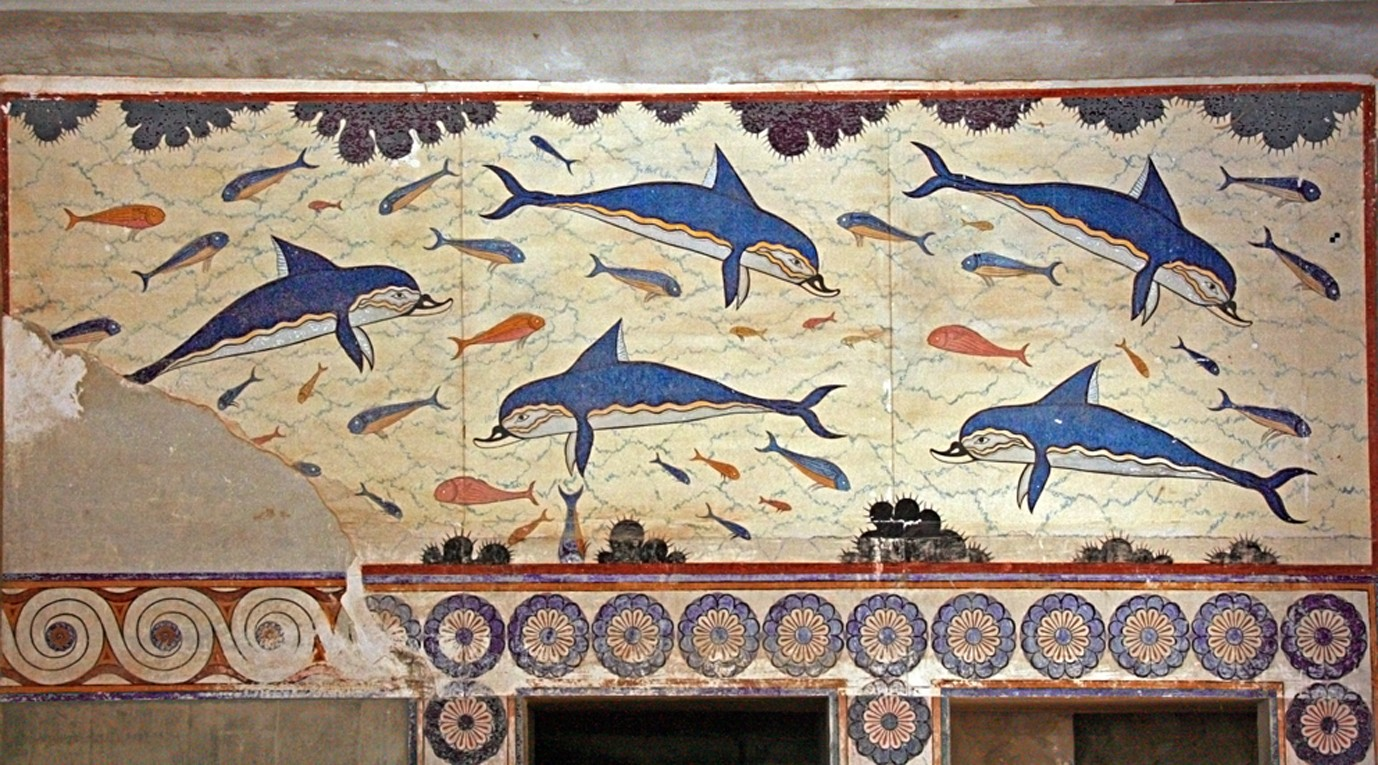
Fresque des Dauphins.

 Tout le palais possède un toit plat ce qui est assez courant sous ces climats. Les façades sont monumentales, elles s’étendent sur plusieurs niveaux et sont rythmées par des piliers et des colonnes rouges sur des murs en gypse et en albâtre. De nombreux redans permettent de rompre la monotonie des façades. Le palais visible est le fruit du travail de Sir Arthur Evans qui fit de nombreuses reconstructions très controversées (à grand renfort de béton) et même parfois erronées. Ce qui caractérise le décor de ces palais, ce sont bien sûr les fresques, où se développent des décors figurés. La fresque de la tauromachie, ainsi qu'une bonne partie des fresques du palais, datent d'après la phase des seconds palais à proprement parler. La scène est encadrée d'un décor de motifs divers. Au centre, un registre principal est décoré d'un fond bleu très vif. Un taureau probablement un Aurochs au galop volant charge des acrobates, l'un le saisissant par les cornes, un autre effectuant un saut périlleux sur son dos, et un dernier préparant son saut derrière lui. Ces hommes sont représentés, de manière conventionnelle, nus, les cheveux longs, bijoutés, et le pagne court. Les chevelures, noires, constituées de longues mèches bouclées, ajoutent au dynamisme de la fresque. La figure du taureau fait écho à celles qui décorent les façades. De nombreuses pièces étaient richement décorées comme les quartiers de la reine avec ses fresques de dauphins (dont c'est la plus ancienne représentation) ou la salle du trône.

## Pithoide Cnossos

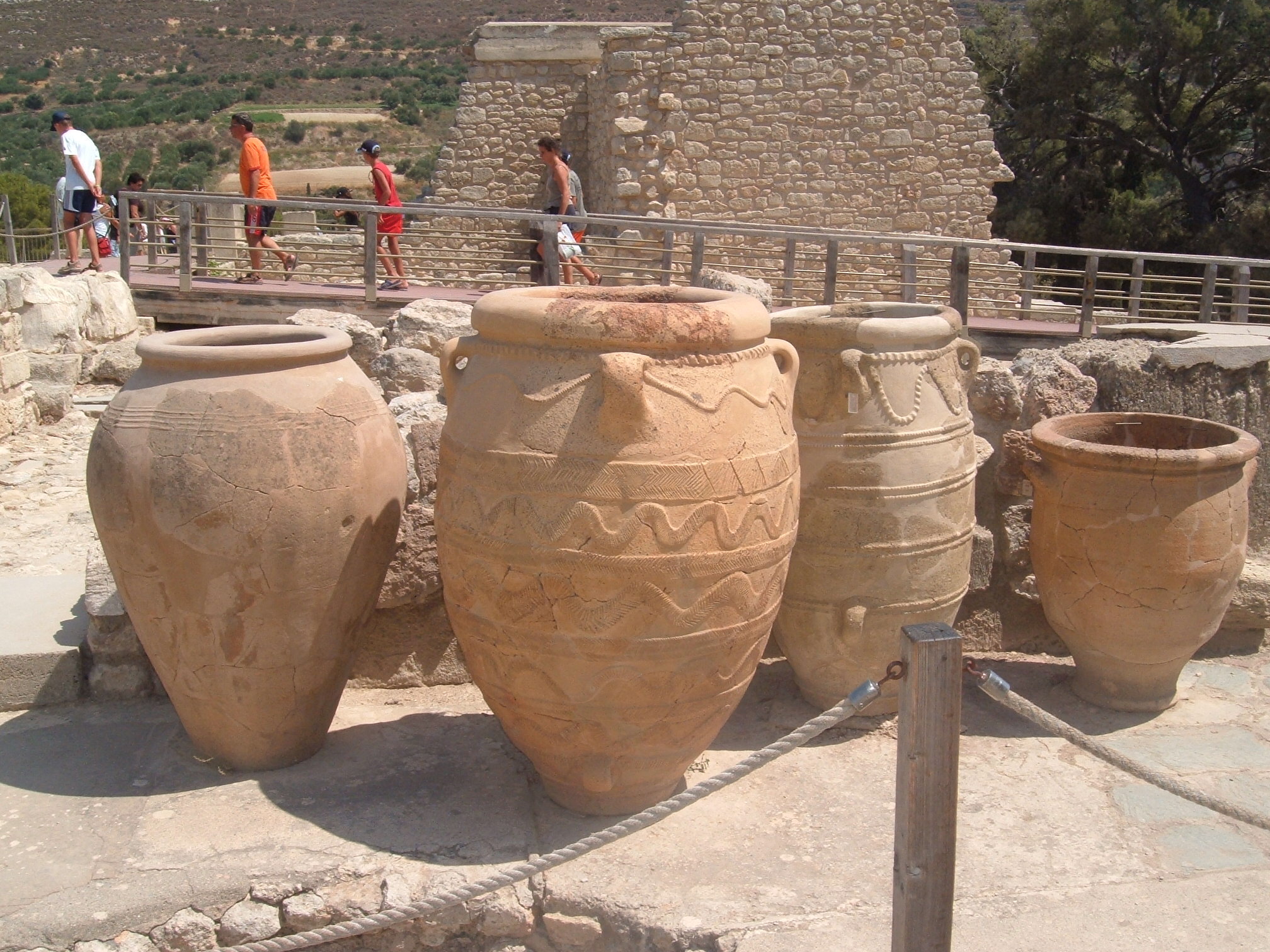
Quelques-unes des jarres retrouvées dans les magasins de Cnossos.

Les pithoi (en grec ancien, πίθοι / píthoi) sont de grandes jarres de terre cuite, fabriquées par les Minoens pour conserver, pour la plupart, de l'huile d'olive. Ces pithoi étaient hermétiquement clos par des sceaux indiquant le nom de leur propriétaire. Malheureusement, Arthur John Evans, croyant pouvoir voir des pithoi (voir Pithos) encore pleins, brisa de nombreux sceaux. Les jarres « géantes » étaient gardées dans les caves du palais. Toutes les jarres tenaient avec un ensemble de cordes dans des magasins situés dans l'aile orientale du palais. La grande quantité de celles-ci est une interrogation pour les archéologues. Pour certains, il s'agissait de pouvoir stocker l'huile produite en un seul et même endroit, dans ce cas, Cnossos. Ou bien, il s'agissait d'une réserve, qui devait alors être composée de nombreuses autres victuailles, pour survivre à une quelconque attaque. Le plus intéressant, ce sont les marques noires qui couvrent parfois des murs du Palais de Cnossos. Il s'agit en fait d'huile dont les jarres auraient explosé sous les flammes. Ces jarres rappellent la légende de Glaucos, le fils de Minos, supposé souverain de Cnossos par Arthur Evans, qui serait tombé dans une jarre remplie de miel et qui s'y serait noyé.

## Protection
Knossos est inscrite sur la liste du patrimoine mondial en 2025 par l'UNESCO, en tant que partie du bien « Centres palatiaux minoens ».